# Thysanopoda orientalis
Thysanopoda orientalis är en kräftdjursart som beskrevs av Hansen 1910. Thysanopoda orientalis ingår i släktet Thysanopoda och familjen lysräkor. Inga underarter finns listade i Catalogue of Life.